# Abronia umbellata
Abronia umbellata är en underblomsväxtart som beskrevs av Jean-Baptiste de Lamarck. Abronia umbellata ingår i släktet Abronia och familjen underblomsväxter.

## Underarter
Arten delas in i följande underarter:
- A. u. mellifera
- A. u. acutalata
- A. u. alba
- A. u. alba
- A. u. breviflora
- A. u. insularis
- A. u. platyphylla
- A. u. alba
- A. u. breviflora
- A. u. minor
- A. u. minor
- A. u. platyphylla
- A. u. platyphylla

## Bildgalleri

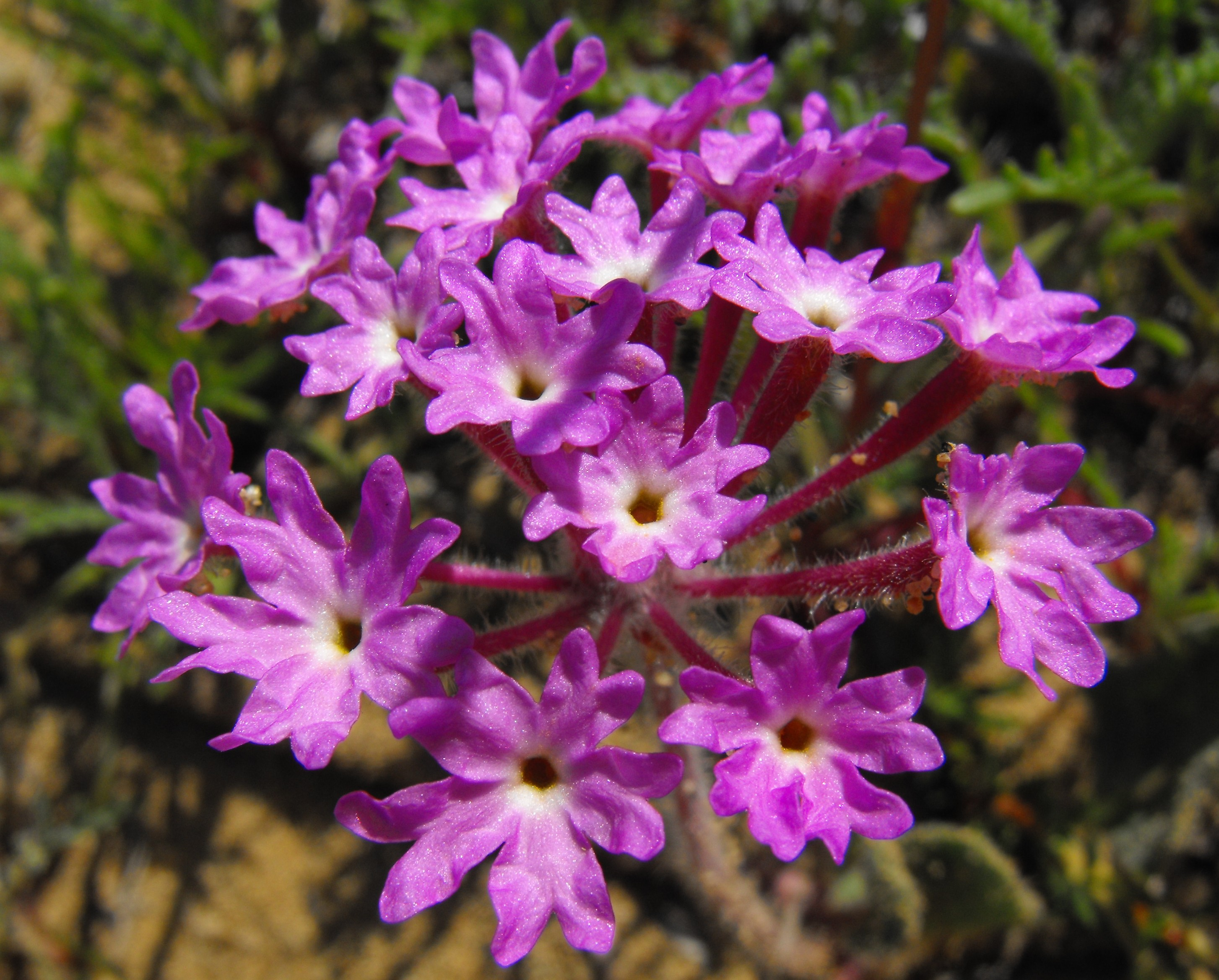